# 渋江保
渋江 保（しぶえ たもつ、1857年9月14日（安政4年7月26日） - 1930年4月7日）は、渋江抽斎の実子で、本名は成善（しげよし）、幼名は三吉（さんきち）、通称は道陸（どうりく）である。森鷗外が小説『渋江抽斎』を執筆した際の情報提供者であるというのが一般的な評価であるが、日本の翻訳家、著作家、教師、ジャーナリスト、自由民権家として明治期に活躍した人物である。
渋江は親交の深かった多くの民権家が民権運動後期に至り、アジアへの国権拡張を主張する中で、誰もが唱えなかった植民地問題について深い理解があった。多くの自由民権思想家が自国民の自由民権だけを意識してきたのに対して、渋江は代表作『万国戦史』の編纂をとおして戦史思想を展開し植民地政策に反対を唱えた。これが渋江の最も先駆的とも言える最大の評価である。渋江は『万国戦史』において弱者に寄り添う形で戦史編纂をしたが、参考文献を訳読し戦史を編纂するための語学力は、共立学舎や慶応義塾での訳読中心の変則教育にあった。また、『万国戦史』は漢訳版として中国語に翻訳され、清末の留学生や革命家に大きな影響を与えた。羽化仙史名義の通俗小説が注目され一部ではカルト作家的な扱いを受けている。しかし、渋江が生涯において執筆した著作は一部雑誌も含めて195冊に及ぶ。このうち、民権関連思想・教育・戦史・文学・易学関係書等が全著作の68％あまりを占めているが、カルト的作家と見なされた著作は、ゴシック・冒険・催眠術・SF等32％ほどである。

## 経歴
1857年9月14日（安政4年7月26日） 父の渋江抽斎とその4人目の妻の五百の子（三男とも、七男ともいう）として、江戸本所亀沢町に生まれた。本名は成善（しげよし）。
1860年 - 1861年(万延元年 - 文久元年) 海保竹渓(伝経廬創立者の海保漁村の息子)に学ぶ。
1868年(明治元年) 父の本国である弘前藩に移り、若年のうちから漢学者として身を立てた。
1871年(明治4年)5月10日 再び上京して尺振八の創設した共立学舎で英語を学んだ。
1871年(明治4年)6月 大学南高に籍を置く。伝経廬・共立学舎・大学南高の3校を往来するようになる。
1872年(明治5年) 英語からの編訳書『米国史』を出版した。また師範学校（後の東京高等師範学校）の1期生となった。
1873年(明治6年)6月7日 名を保(たもつ)と改めた。
1875年(明治8年)1月 師範学校を卒業。
1875年(明治8年)2月 小学校教員の養成を目的として浜松県に新設された瞬養校(後の県立浜松中学校)に教師として赴任した。
1875年(明治8年)7月 浜松師範学校(後の静岡師範学校浜松支部)の教頭になる。
1876年(明治9年)8月 浜松県と静岡県の併合に伴って、浜松師範学校が静岡師範学校浜松支部と改称。
1877年(明治10年)7月 静岡師範学校浜松支部が浜松変則中学校と改称。
1878年(明治11年)2月 浜松変則中学校が浜松中学校と改称。
1879年(明治12年)10月 浜松中学校を退職。帰京して慶應義塾に学んだ。
1880年(明治13年)12月 慶應義塾を卒業。
1881年(明治14年)8月 愛知県で愛知中学校の校長となる。
1882年(明治15年)12月 愛知中学校を辞職。東京に戻る。
1883年(明治16年)1月 慶應義塾・攻玉社の教師を兼務。『東京横浜毎日新聞』記者となったりした。
1885年(明治18年) 健康を害して、静岡県周智郡犬居村に隠棲。英語研究所を開く。
1886年(明治19年) 静岡市安西一丁目南裏町十五番地 に移る。教職に戻って静岡英学校で教頭を務める。
1886年(明治19年)10月15日 佐野 松(旧幕臣 佐野常三郎の娘)と結婚。
1887年(明治20年)1月8日 兄の渋江修(渋江抽斎の五男)とともに静岡市一番町9番地に渋江塾を開校。
1887年(明治20年)1月27日 前島豊太郎の『東海暁鐘新報』（後の『暁鐘新聞』）の主筆となる。
1887年(明治20年)7月1日 静岡高等英華学校の教授となる。
1887年(明治20年)9月15日 静岡文武館の教授となる。静岡英学校の設立者藤波甚助はこの文武館の生徒であった。
1890年(明治23年)3月3日 静岡を離れ有楽町2丁目2番地に移る。これに伴い渋江塾を閉じ、静岡英語専門学校・静岡高等英華学校・静岡文武館を辞した。『暁鐘新報』の社説は継続。博文館に入り、1905年まで勤務した。博文館時代の1890年ころから1901年にかけて、様々な分野の書籍の翻訳や執筆にあたった。
博文館退社後は、大学館などから羽化仙史、渋江不鳴など複数の筆名を使い分けて、怪奇小説、冒険小説の類を多数書き、さらに、宇宙霊気、動物磁気、心霊学、催眠術など、疑似科学的な主題の著作も著した。
晩年については、資料が少ないが、1917年に『スコブル』に掲載された記事によると、株式取引で大きな損失を出して落ちぶれ、牛込にあった自宅で英語を教えて暮らしており、山路愛山が多少の支援をしていたという。さらに最晩年には易学の研究に打ち込み、神誠館や上村売剣と交流が深かったという。
渋江保の著作は膨大な量にのぼるが、その全体像については、藤元直樹による詳細な書誌学的検討が行われている。
1903年(明治36年)9月 兄の渋江修が来静し、静岡市安西一丁目南裏に渋江塾を再興。
1905年(明治38年)12月 兄・渋江修、渋江塾を閉じて東京に戻る。
1908年(明治41年) 兄・渋江修、死去。
1930年(昭和5年)4月7日 渋江保、死去。

## 渋江保の民権思想
渋江は、静岡県において、1879年（明治12年）に創刊された函右日報に論説を中心に記事を執筆しているが、渋江は函右日報紙上で憲法論を展開し、立憲君主制に基づいた主権国会論を提唱した。当時は女性が参政権を得ることはなく、このため渋江は国民主権ではなく、君民同治、天皇象徴制、国会主権論を採ったと思われる。こうした考えに渋江が到達した背景には、師であり慶応義塾時代から交誼を結んだ福沢の憲法観とは相容れない国会主権思想があったからである。

## 東京横浜毎日新聞における普通選挙論争
渋江は東京横浜毎日新聞紙上において６回にわたり普通選挙論争を行い、東京日日新聞掲載の『毎日新聞は盲目蛇』という記事をわざわざ東京横浜毎日新聞に再掲している。また、1883年（明治16年）3月10日の東京横浜毎日新聞では、制限論者であると明白に述べている。しかし、このことについて、後に『抽斎歿後』で渋江は以下のように語っている。「毎日の「普通選挙論」に対して法科大学教授外山正一ハ「毎日記者ハ盲目蛇」と題する論駁を日々紙上に掲げ島田を攻撃し且つベンサムは制限選挙論者なるを知らずして普通選挙論者とするハ盲目蛇なりと嘲弄した　私ハ「外山先生ハ盲目蛇」題する一文を草しベンサムの憲法論中から普通選挙を可とする句々を摘挙して反駁した」渋江が東京横浜毎日新聞紙上において述べた当時の見解は、納税の有無から選挙権を論じたのではなく、一定の教育水準に達していない人のことを踏まえのことであった。渋江が『抽斎歿後』執筆時に普通選挙論者の側に立った見解を述べたことは、男子普通選挙制ではあったが、渋江が新聞紙上で論争を繰り広げていた1883年（明治16年）当時に比べて、渋江のベンサム理解が晩年ベンサムが『憲法典』を執筆していた頃の段階に到達していたことへの証左となるものである。

## 三河、静岡における民権活動
渋江保は慶応義塾卒業後、東京を離れた時期が二度ある。三河（前期：愛知県宝飯郡国府村　宝飯中学校時代）と静岡（後期：静岡県周智郡領家村・静岡市　静岡時代）である。福沢諭吉とは相容れない民権思想や憲法観を持っていた渋江は慶応義塾の交友関係が影響し宝飯中学校に赴任するが、三河で武田準平と交誼を交わし進取社を結党、三河・尾張地方において民権活動を行った。民権結社、進取社は自由党と同時期に結党され、しかも立憲改進党、立憲帝政党に先駆けて結党されている。その後一旦東京に戻るが、周智郡領家村に転籍している。渋江は宝飯中学校赴任前後から函右日報に論説を執筆しているが、1881年（明治14年）から1883年（明治16年）の函右日報の論説で述べた渋江保自身の憲法観を具現化するために、静岡時代においては、静岡県下各地において、英国憲法論や国会論、議員選挙論等を講義・演説を行い、東海暁鐘新報編輯主任、暁鐘新報主筆として健筆を振った。その後、民権運動が後退していく中で、渋江は新たに新自由党を組織し、暁鐘新報を機関誌にしようと考えていたが、前島豊太郎の反対に遭い静岡を離れた。

## 渋江保代表著作『万国戦史』
渋江保は『万国戦史』の編纂をとおして植民地政策反対を唱えた唯一の自由民権思想家である。『万国戦史』は日清戦争開戦後間もない頃に刊行された戦史で、1894年（明治27年）9月28日に第一編『独佛戦史』が刊行されている。万国戦史シリーズは、全24編で構成されているが、このうち、渋江保名義の10編、松井廣吉名義（実質執筆者、渋江保）の6編及び柳井録太郎名義（実質執筆者、渋江保）の1編、岸上質軒名義（実質執筆者、渋江保）の1編の18編を執筆している。『万国戦史』は戦闘史だけを羅列するのではなく、政治、外交、各国の歴史、国会の論戦、憲法の制定、国の分割滅亡や蚕食等多方面に渡って戦史を捉えて執筆し、侵略者としての立場ではなく、弱者としての観点から戦史を眺めている。また、『万国戦史』24編中14編が漢訳され、しかも、植民地獲得戦争や独立戦争、革命戦争等をテーマにした特定の『万国戦史』が漢訳されている。漢訳された『万国戦史』14編中、11編は渋江が実質執筆者である。これらの漢訳万国戦史のうち、少なくとも5冊は復刻マイクロ化され、なかには、日本のデジタル化に先駆けて復刻マイクロ化した漢訳万国戦史もある。更に、漢訳万国戦史が大衆演劇でもある京劇の演目の原作本として使われていたことは特筆すべきことである。

## 大学館時代の著作
大学館時代の著作を概観するとこれまでとは全く傾向の異なるジャンルの著作を執筆している。大学館時代初期には比較的著者が明らかになっている冒険ものやＳＦものを執筆している。大学館時代中期からゴシックものが多く見られるようになり、大学館時代後期になると催眠術関係の著作が大半を占める。大学館時代後期から晩年にかけては易学関係の書が多くなる。横田順彌は、「作風は、押川春浪よりも調子が砕けて柔らかい。ストーリーの先を考えず、思いつきで筆を進めるタイプのように見受けられるが、押川が日本ＳＦの祖といわれながら、ほとんど宇宙を描くことができなかったのに対し、稚拙ではあるものの、渋江は自己の研究意識に基づき『月世界探検』『空中電気旅行』などの宇宙ＳＦを執筆した点で、日本ＳＦ史上、もう少し高い評価を受けるべきであろう。その後、小説から離れ、反魂術や霊気、動物磁気といったオカルト・サイエンスに属する問題を好んで取り上げた。易学の方面の著作もあり、易学界でも先駆的研究家として高く評価されている。」と大学館時代の渋江について述べている。こうした横田の論評は的を射た評価と言える。

## 渋江保の英語教育法
渋江の英語学習歴や１０校に及ぶ英語学校・私塾での英語教育から訳読式の変則英語教育法であることがわかる。また、森鴎外の『渋江抽斎』の記述に見られる渋江自身の英学への取り組みや母、五百に教えた一連の英語教材から、渋江の英語教育は、訳読式の変則英語教育法であることが理解できる。明治初期に大翻訳時代を迎える中で、渋江は会話中心の正則教育ではなく、先進的な西洋の知識や技術をいち早く取り入れるため訳読式の変則教育を英語教育法に取り入れ、後の博文館や大学館での翻訳・執筆にも大きな影響を与えた。

## 親族
- 妻 松(旧幕臣 佐野常三郎の娘)
- 長男 三吉(さんきち)
- 次男 繁次(しげじ)
- 三男 純吉
- 長女 福
- 次女 冬子(ふゆこ)
- 三女 乙女(おとめ)
- 四女 紅葉(もみじ)

## 著作

### 万国戦史
- 第二編『英清鴉片戦史』（万国戦史）博文館　1894年10月27日
- 第四編『英佛聯合征清戦史』（万国戦史）博文館　1894年12月31日
- 第六編『露土戦史』（万国戦史）博文館　1895年2月28日
- 第七編『米国南北戦史』（万国戦史）博文館　1895年3月26日
- 第八編『普墺戦史』（万国戦史）博文館　1895年5月15日
- 第十編『波蘭衰亡戦史』（万国戦史）博文館　1895年7月16日
- 第十一編『クリミア戦史』（万国戦史）博文館　1895年8月18日
- 第十二編『印度蚕食戦史』（万国戦史）博文館　1895年9月20日
- 第十四編『伊太利独立戦史』（万国戦史）博文館　1895年11月19日
- 第十五編『米国独立戦史』（万国戦史）博文館　1895年12月19日
- 第十六編『希臘独立戦史』（万国戦史）博文館　1896年1月23日
- 第十七編『英国革命戦史』（万国戦史）博文館　1896年2月17日
- 第十八編『佛国革命戦史』（万国戦史）博文館　1896年3月20日
- 第二十編『フレデリック大王七年戦史』（万国戦史）博文館　1896年5月18日
- 第二十一編『セザール・ポムペー羅馬戦史』（万国戦史）博文館　一部を渋江保執筆　1896年6月26日
- 第二十二編『羅馬、加達額爾ピュニック戦史』（万国戦史）博文館　1896年7月19日
- 第二十三編『歴山大王一統戦史』（万国戦史）博文館　1896年8月17日
- 第二十四編『希臘波斯戦史』（万国戦史）博文館　1896年9月24日
- [米国史八巻万巻楼」
- マコーレ「ミルトン」共益商社
- 『社会学』竜渓書舎, 2007
- 『抽斎没後』

### 英語関係著作
- 希臘羅馬文学史(通俗教育全書100冊)博文館　1891年10月
- 英国文学史(通俗教育全書100冊)博文館　1891年11月
- 独佛文学史(通俗教育全書100冊)博文館　1892年3月
- ロングマンス第一読本註釈(英学全書4冊)博文館　1898年5月
- ロングマンス第二読本註釈(英学全書4冊)博文館　1898年9月
- ロングマンス第三読本註釈(英学全書4冊)博文館　1898年
- ナショナルリーダー註釈一、二、三、四、博文館　1898年
- ロングマンス第四読本註釈(英学全書4冊)博文館　1900年8月

### 西洋思想・教育・歴史関係著作
- 小学校授業必携二巻　浜松瞬養学校　1875年
- 小学入門授業法　一貫社　1876年１月
- 英国憲法論(渋江脩) 渋江保・山田要蔵共訳　1881年7月
- 少年亀鑑神童　博文館　1891年1月
- 国民錦嚢　博文館　1891年5月
- 小論理書(通俗教育全書100冊)博文館　1891年
- 普通教育学(通俗教育全書100冊)博文館　1892年3月
- 社会学(通俗教育全書100冊)博文館　1893年1月
- 通俗教育演説 (通俗教育全書100冊)博文館　1893年9月
- 哲学大意(通俗教育全書100冊)博文館　1894年2月
- 歴史研究法・上(通俗教育全書100冊)博文館　1894年3月
- 歴史研究法・下(通俗教育全書100冊)博文館　1894年3月
- 社会観察論　博文館　1894年
- 独立評論、仏国革命　独立評論社　1913年
- 独立評論、オイケン及びベルグソンの書　独立評論社　1914年

### 羽化仙史名義
- 『冒険小説 百難旅行』大学館、1905年7月。
- 『冒険小説 奇人の航海』大学館〈冒険怪奇文庫 第2編〉、1905年11月。
- 『冒険小説 新海底旅行』大学館〈冒険怪奇文庫 第3編〉、1905年11月。
- 『冒険小説 月世界探検』大学館〈冒険怪奇文庫 第4編〉、1906年1月。 - 『少年小説大系 8 空想科学小説集』三一書房、1986年10月、所収。
- 『怪奇小説 奇人の魔法』大学館〈冒険怪奇文庫 第5編〉、1906年1月。
- 『冒険小説 新ナポレオン』大学館〈冒険怪奇文庫 第5編〉、1906年2月。
- 『冒険小説 船幽霊』大学館〈冒険怪奇文庫 第6編〉、1906年。
- 『冒険小説 妖怪山の英雄』大学館、1906年3月。
- 『冒険小説 生?死?』大学館〈冒険怪奇文庫 第9編〉、1906年4月。
- 『冒険小説 空中電気旅行』大学館〈冒険怪奇文庫 第10編〉、1906年5月。
- 『冒険小説 食人国探検』大学館〈冒険怪奇文庫 第11編〉、1906年5月。
- 『冒険小説 続食人国探検』大学館〈冒険怪奇文庫 第12編〉、1906年9月。
- 『怪奇小説 モデル姫』大学館、1907年5月。
- 『探奇小説 旧情婦』大学館、1907年7月。
- 『家庭小説 財婚夫人』大学館、1907年7月。
- 『怪奇小説 活幽霊』大学館、1907年8月。
- 『冒険小説 北極探険』大学館、1907年8月。
- 『冒険小説 海底奇談』大学館、1907年9月。
- 『冒険小説 怪髑髏』大学館、1907年9月。
- 『冒険小説 男装の奇女』大学館、1907年10月。
- 『怪奇小説 死人の再会』大学館、1907年11月。
- 『冒険小説 海賊船』大学館、1907年11月。
- 『冒険小説 南極探険』大学館、1907年12月。
- 『冒険小説 幻島探検』大学館、1908年1月。
- 『冒険小説 海賊女王』大学館、1908年1月。
- 『冒険小説 難行苦行』大学館、1908年3月。
- 『怪談小説 怨霊』大学館、1908年4月。
- 『冒険小説 女神男神』大学館、1908年6月。
- 『怪談小説 死人の執念』大学館、1908年6月。
- 『怪談小説 未知の敵』大学館、1908年7月。

### 渋江不鳴名義
- 『怪談小説 死霊の崇』大学館、1908年5月。
- 『怪奇小説 新七不思議』大学館、1908年6月。
- 『怪談小説 鬼女の姿』大学館、1908年8月。
- 『英雄小説 蛮カラ博士』大学館、1908年9月。
- 『怪談小説 怪古木』大学館、1908年10月。
- 『英雄小説 裸体旅行』大学館、1908年11月。

## 逸話
- 森鷗外が『渋江抽斎』を執筆する際に情報提供したのは渋江抽斎の七男の渋江保である。渋江保は鷗外からのメモ依頼に対して、「抽斎年譜」(原稿用紙18枚相当)、「抽斎親戚並門人」(同72枚相当)、「抽斎没後」(同124枚相当)を冊子にして提供した。松本清張は『両像・森鷗外』で、保は「抽斎親戚並門人」「抽斎没後」を書く時は通俗読物的な文章を擲ったが、当代の文豪森鷗外に見せるという意識が働いたのと同時に、保の蓄積している学殖もあったと評価している[17]。また『渋江抽斎』の中では鷗外が渋江保と会うまでに苦労した様子が描かれている。

## 参考図書
- 山本勉『渋江保の民権思想 ―戦史思想と万国戦史の意義―』（ブイツーソリューション）2023年
- 『渋江抽斎』：新字新仮名 - 青空文庫（森鷗外著）
- 稲田雅洋「渋江保伝（上）（中の二）（境創刊号・第２号）

・山崎一頴「渋江保伝」（鴎外ゆかりの人々）教文堂２００９年
・板垣公一『『渋江抽斎』の世界像（一）-渋江保－の位置（名城大学商学会　名城商学別冊二十八　１９７９年
- 森鷗外『渋江抽斎』岩波文庫
- 飯田, 宏 『静岡県英学史』 講談社、1967年。
- 小泉浩一郎『森鴎外『鴎外歴史文学集第五巻渋江抽斎』註釈　小泉浩一郎』その百四の注釈６（岩波書店）2000年1月14日　321頁